# Kwekersrecht
Het kwekersrecht is een vorm van intellectuele eigendom over nieuwe en waardevolle plantenrassen. Het geeft aan de houder ervan het alleenrecht op de verhandeling van zaad en vermeerderingsmateriaal van het betrokken ras. Ook kan hij aan anderen onder bepaalde voorwaarden een licentie verlenen. Hij moet er zelf voor zorgen dat anderen geen misbruik maken van zijn kwekersrecht.
Evenals in het verwante patentrecht kan de Minister van Justitie zo nodig een zogeheten dwanglicentie afdwingen, zodat een landbouwkundig belangrijk ras beschikbaar komt / blijft voor de landbouw.
Rassen met kwekersrecht mogen wel door anderen vrij gebruikt worden voor het maken van kruisingen, zonder toestemming van de oorspronkelijke rechthouder. Dit wordt de kwekersvrijstelling genoemd.
Boeren hebben het recht zaad, dat zij geoogst hebben van een door kwekersrecht beschermd ras, opnieuw voor eigen gebruik te zaaien zonder licentie te betalen (Farmer's privilege). Men mag dit zaad echter niet verhandelen. Het "kleinschalig gebruik" is niet verder aan regels gebonden.
Het kwekersrecht heeft betrekking op één bepaald ras. Octrooien geven het alleenrecht op eigenschappen, en zijn dus veel ingrijpender. Deze zijn in de gentechnologie gebruikelijker, hoewel er ondertussen ook klassiek veredelde eigenschappen geoctrooieerd zijn.
Het kwekersrecht is in Nederland in 2005 vastgelegd in de Zaaizaad- en Plantgoedwet, die de implementatie regelt van internationale afspraken.

## Voorwaarden voor erkenning
Het kwekersrecht kan worden verleend voor rassen van alle tot het plantenrijk behorende gewassen en ook voor paddenstoelen.
Voor het verkrijgen van kwekersrecht moet het te beschermen ras de volgende kenmerken bezitten:
- nieuw;
- onderscheidbaar van alle algemeen bekendstaande rassen;
- uniform;
- bestendig.

Een ras is nieuw als op het tijdstip van de aanvraag voor kwekersrecht niet langer dan een jaar geleden teeltmateriaal of geoogst materiaal (zaden, bloemen, vruchten enz.) van het ras met toestemming van de eigenaar verkocht is.

## Instellingen
Het onderzoek naar onderscheidbaarheid, uniformiteit en bestendigheid wordt in Nederland uitgevoerd door de Naktuinbouw. Het onderzoek gebeurt aan de hand van onderzoeksprotocollen, waarin beschreven is op welke raseigenschappen gelet moet worden.
Kwekersrecht wordt in Nederland verleend door de Raad voor plantenrassen en in België door de Dienst voor de Intellectuele Eigendom (op advies van de Raad voor het Kwekersrecht). Bij het Communautair Bureau voor Plantenrassen (CPVO) te Angers (Frankrijk) kan ook een kwekersrecht worden aangevraagd dat geldig is voor de hele Europese Unie.

## Duur en gevolgen van de erkenning
Het kwekersrecht voor een ras geldt voor de duur van 25 jaar voor de meeste gewassen en 30 jaar voor aardappel, aardbei, acacia, appel, es, esdoorn, freesia, iep, kers, kornoelje, krent, lelie, lijsterbes, linde, magnolia, peer, populier, pruim, tulp en wilg.
Door het kwekersrecht krijgt de veredelaar (kweker) de mogelijkheid een vergoeding te vragen voor zijn inspanningen om een nieuw ras te creëren.

## UPOV
De meeste landen die kwekersrecht verlenen zijn aangesloten bij de UPOV (L'Union internationale pour la protection des obtentions végétales) en hebben het UPOV-verdrag van 1991 ondertekend. De UPOV is gevestigd in Genève, Zwitserland. Tot maart 2019 hebben 75 landen het verdrag ondertekend.